# Парабјаго
Парабјаго (итал. Parabiago) је насеље у Италији у округу Милано, региону Ломбардија.
Према процени из 2011. у насељу је живело 26364 становника. Насеље се налази на надморској висини од 179 м.

## Становништво
Према резултатима пописа становништва 2011. у општини је живело 26.617 становника.
| 1931.  | 1936.  | 1951.  | 1961.  | 1971.  | 1981.  | 1991.  | 2001.  | 2011.  |
| ------ | ------ | ------ | ------ | ------ | ------ | ------ | ------ | ------ |
| 11.178 | 12.365 | 15.012 | 17.662 | 20.064 | 21.711 | 23.099 | 23.950 | 26.617 |

## Партнерски градови
- Самобор
- Шенов